# Aldo Dueñas
Aldo Dueñas (Callao, Perú; 3 de noviembre de 1959) es un exfutbolista peruano. Desempeñó como mediocampista en la volante de contencion. Se inició profesionalmente en el Club Atlético Chalaco.

## Trayectoria
Se inició en clubes del Callao como Alianza Tucumán, para luego llegar al Club Atlético Chalaco donde debutó profesionalmente. De ahí continuó en el Club Centro Deportivo Municipal y en el Club Carlos A. Mannucci.

## Clubes
| Club                                 | País | Temporada |
| ------------------------------------ | ---- | --------- |
| Alianza Tucumán                      | Perú | 1978      |
| Club Atlético Chalaco                | Perú | 1979-1983 |
| Club Centro Deportivo Municipal      | Perú | 1984      |
| Club Carlos A. Mannucci              | Perú | 1985-1988 |
| Alianza Atlético Sullana             | Perú | 1989-1990 |
| Club Deportivo Yurimaguas            | Perú | 1991      |
| Club Cienciano                       | Perú | 1992      |
| Asociación Deportiva San Agustín     | Perú | 1993      |
| Circolo Sportivo Guardia Republicana | Perú | 1994      |
| Club Cienciano                       | Perú | 1995      |